# Penyalba
Penyalba (en castellà i oficialment Peñalba) és un municipi aragonès situat a la província d'Osca i enquadrat a la comarca dels Monegres.